# Theta Xi
 (mai 2023).
Si vous disposez d'ouvrages ou d'articles de référence ou si vous connaissez des sites web de qualité traitant du thème abordé ici, merci de compléter l'article en donnant les références utiles à sa vérifiabilité et en les liant à la section « Notes et références ».
Theta Xi (ΘΞ) est une fraternité fondée à l’Institut Polytechnique Rensselaer dans Troy, État de New York le 29 avril 1864. 
Theta Xi est la seule fraternité établie pendant la Guerre Civile Américaine. Theta Xi était originellement une fraternité d’ingénieurs. Elle devint une fraternité générale par un vote de cinq contre un des membres à la convention nationale le 9 avril 1926.